# FFAR4
FFAR4 (англ. Free fatty acid receptor 4) – білок, який кодується однойменним геном, розташованим у людей на короткому плечі 10-ї хромосоми. Довжина поліпептидного ланцюга білка становить 377 амінокислот, а молекулярна маса — 42 241.
| 10         |  | 20         |  | 30         |  | 40         |  | 50         |
| ---------- |  | ---------- |  | ---------- |  | ---------- |  | ---------- |
| MSPECARAAG |  | DAPLRSLEQA |  | NRTRFPFFSD |  | VKGDHRLVLA |  | AVETTVLVLI |
| FAVSLLGNVC |  | ALVLVARRRR |  | RGATACLVLN |  | LFCADLLFIS |  | AIPLVLAVRW |
| TEAWLLGPVA |  | CHLLFYVMTL |  | SGSVTILTLA |  | AVSLERMVCI |  | VHLQRGVRGP |
| GRRARAVLLA |  | LIWGYSAVAA |  | LPLCVFFRVV |  | PQRLPGADQE |  | ISICTLIWPT |
| IPGEISWDVS |  | FVTLNFLVPG |  | LVIVISYSKI |  | LQTSEHLLDA |  | RAVVTHSEIT |
| KASRKRLTVS |  | LAYSESHQIR |  | VSQQDFRLFR |  | TLFLLMVSFF |  | IMWSPIIITI |
| LLILIQNFKQ |  | DLVIWPSLFF |  | WVVAFTFANS |  | ALNPILYNMT |  | LCRNEWKKIF |
| CCFWFPEKGA |  | ILTDTSVKRN |  | DLSIISG    |  |            |  |            |

A: Аланін

C: Цистеїн

D: Аспарагінова кислота

E: Глутамінова кислота

F: Фенілаланін

G: Гліцин

H: Гістидин

I: Ізолейцин

K: Лізин

L: Лейцин

M: Метіонін

N: Аспарагін

P: Пролін

Q: Глутамін

R: Аргінін

S: Серин

T: Треонін

V: Валін

W: Триптофан

Кодований геном білок за функціями належить до рецепторів, g-білокспряжених рецепторів, білків внутрішньоклітинного сигналінгу, фосфопротеїнів. 
Задіяний у такому біологічному процесі, як альтернативний сплайсинг. 
Білок має сайт для зв'язування з ліпідами. 
Локалізований у клітинній мембрані, мембрані.